# 新清站
新清站（韓語：신청역）是朝鮮民主主義人民共和國慈江道城干郡新清里的一個鐵路車站，属于满浦线。

## 历史
- 1937年12月1日，开通使用[1]。

## 邻近车站
满浦线
城干站 - 新清站 - 富只站